# À tous les garçons : P.S. Je t'aime toujours
Série
À tous les garçons que j'ai aimés
(2018) À tous les garçons : Pour toujours et à jamais
(2021)
Pour plus de détails, voir Fiche technique et Distribution.
À tous les garçons : P.S. Je t'aime toujours (To All the Boys: P.S. I Still Love You), ou À tous les garçons que j'ai aimés 2, est une comédie romantique américaine réalisée par Michael Fimognari, sortie le 12 février 2020 sur Netflix. Le scénario est inspiré du roman de Jenny Han sorti en 2015, P.S. Je t'aime encore.
Le film est une suite de À tous les garçons que j'ai aimés sorti en 2018.

## Résumé
C'est une nouvelle année, Lara Jean et Peter sont officiellement en couple. Alors qu’ils nagent en plein bonheur, John Ambrose, un autre destinataire de l'une des vieilles lettres d'amour de Lara Jean, entre à nouveau dans sa vie. Lara Jean est alors confrontée à son premier vrai dilemme : une fille peut-elle être amoureuse de deux garçons ?

## Fiche technique
Sauf indication contraire, les informations mentionnées dans cette section peuvent être confirmées par la base de données cinématographiques IMDb,  présente dans la section « Liens externes ».
- Titre original : To All the Boys: P.S. I Still Love You
- Titre français : À tous les garçons : P.S. Je t'aime toujours
- Réalisation : Michael Fimognari
- Scénario : Sofia Alvarez et J. Mills Goodloe, d'après le roman de Jenny Han
- Musique : Joe Wong
- Direction artistique : Chris August
- Costumes : Lorraine Carson
- Photographie : Michael Fimognari
- Montage : Joe Klotz et ACE
- Production : Matthew Kaplan
- Sociétés de production : Awesomeness Films
- Société de distribution : Netflix
- Pays d'origine :  États-Unis
- Langue originale : anglais
- Format : couleur - 1.78:1
- Genre : comédie romantique
- Durée : 100 minutes
- Dates de sortie :
  - Mondial : 12 février 2020 (sur Netflix)

## Distribution
- Lana Condor (VF : Adeline Chetail) : Lara-Jean Song Covey
  - Momona Tamada : Lara-Jean enfant
- Noah Centineo (VF : Arnaud Laurent) : Peter Kavinsky
- Jordan Fisher (VF : Pascal Nowak) : John-Ambrose McClaren
  - Christian Darrel Scott : John-Ambrose enfant
- Ross Butler (VF : Benjamin Gasquet) :  Trevor Pike
- Anna Cathcart (VF : Lila Lacombe) : Katherine « Kitty » Song Covey
- John Corbett (VF : Jérôme Keen) : Dr Dan Covey
- Janel Parrish (VF : Audrey Sablé) : Margot Song Covey
- Holland Taylor (VF : Marie-Martine): Stormy
- Trezzo Mahoro (VF : Jean-Michel Vaubien) : Lucas James
- Madeleine Arthur (VF : Geneviève Doang) : Christine « Chris »
- Emilija Baranac (VF : Aurélie Konaté) : Genevieve « Gen »
- Kelcey Mawema : Emily Nussbaum
- Sarayu Blue (VF : Marie Chevalot) : Trina Rothschild

Photos des acteurs
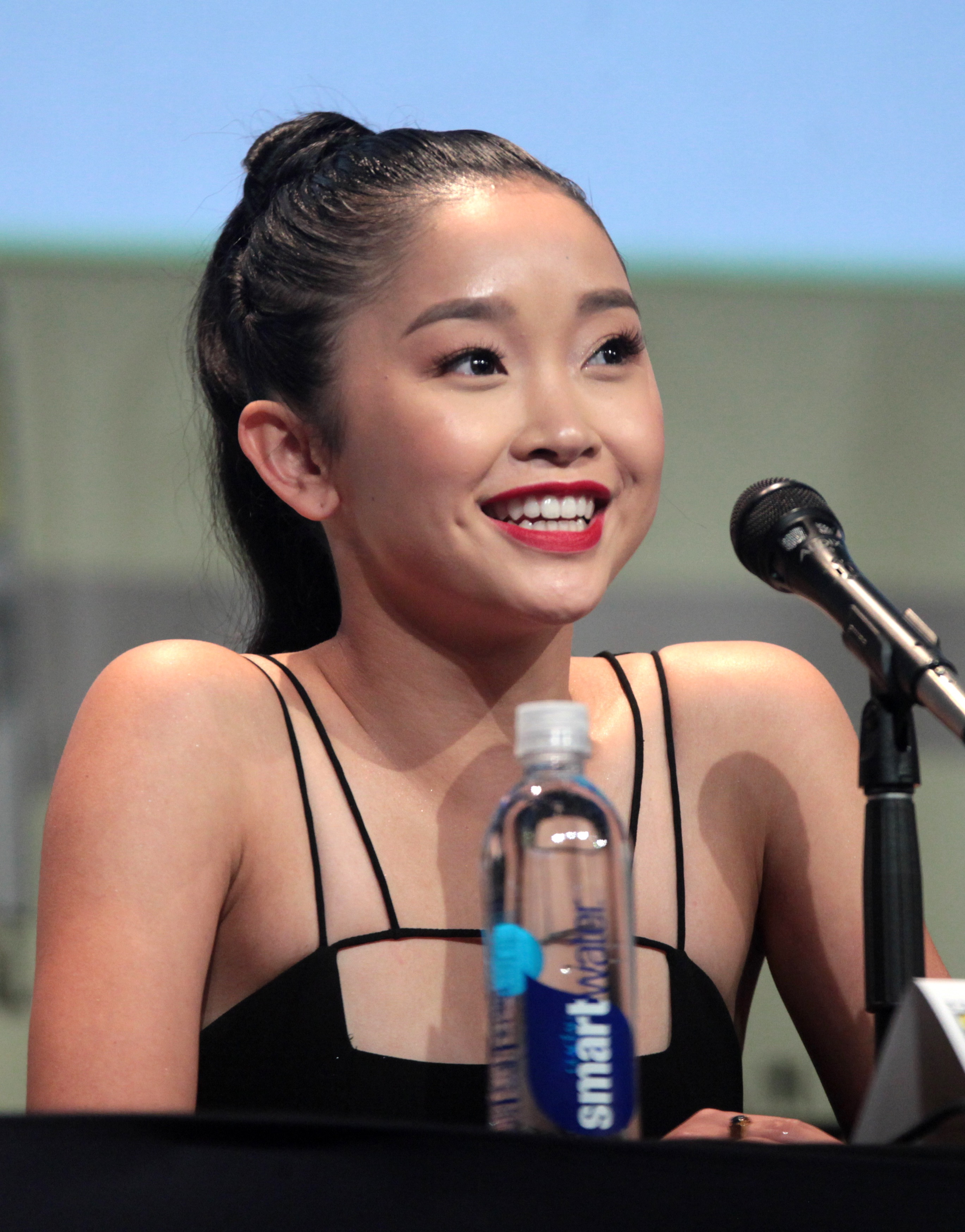
Lana Condor, interprète de Lara Jean Song-Covey
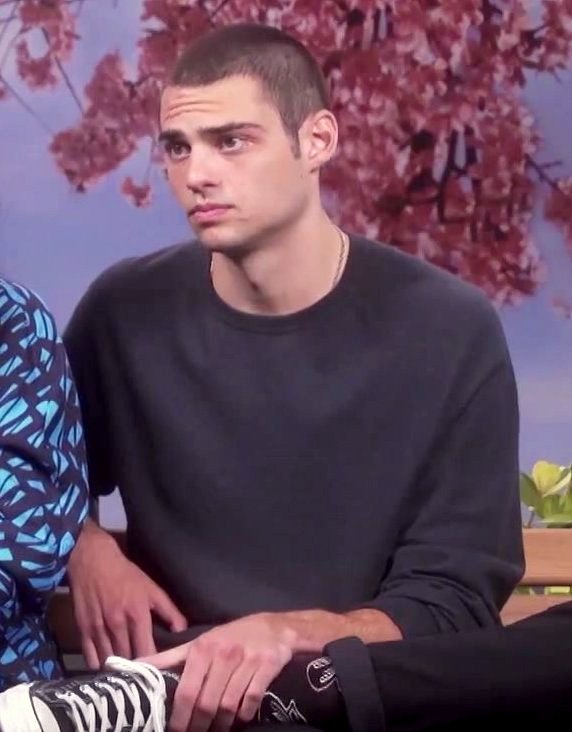
Noah Centineo, interprète de Peter Kavinsky
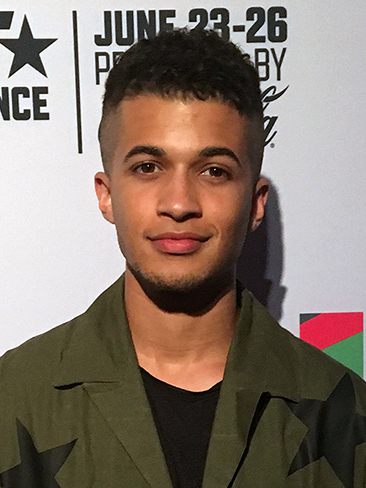
Jordan Fisher, interprète de John Ambrose McClaren
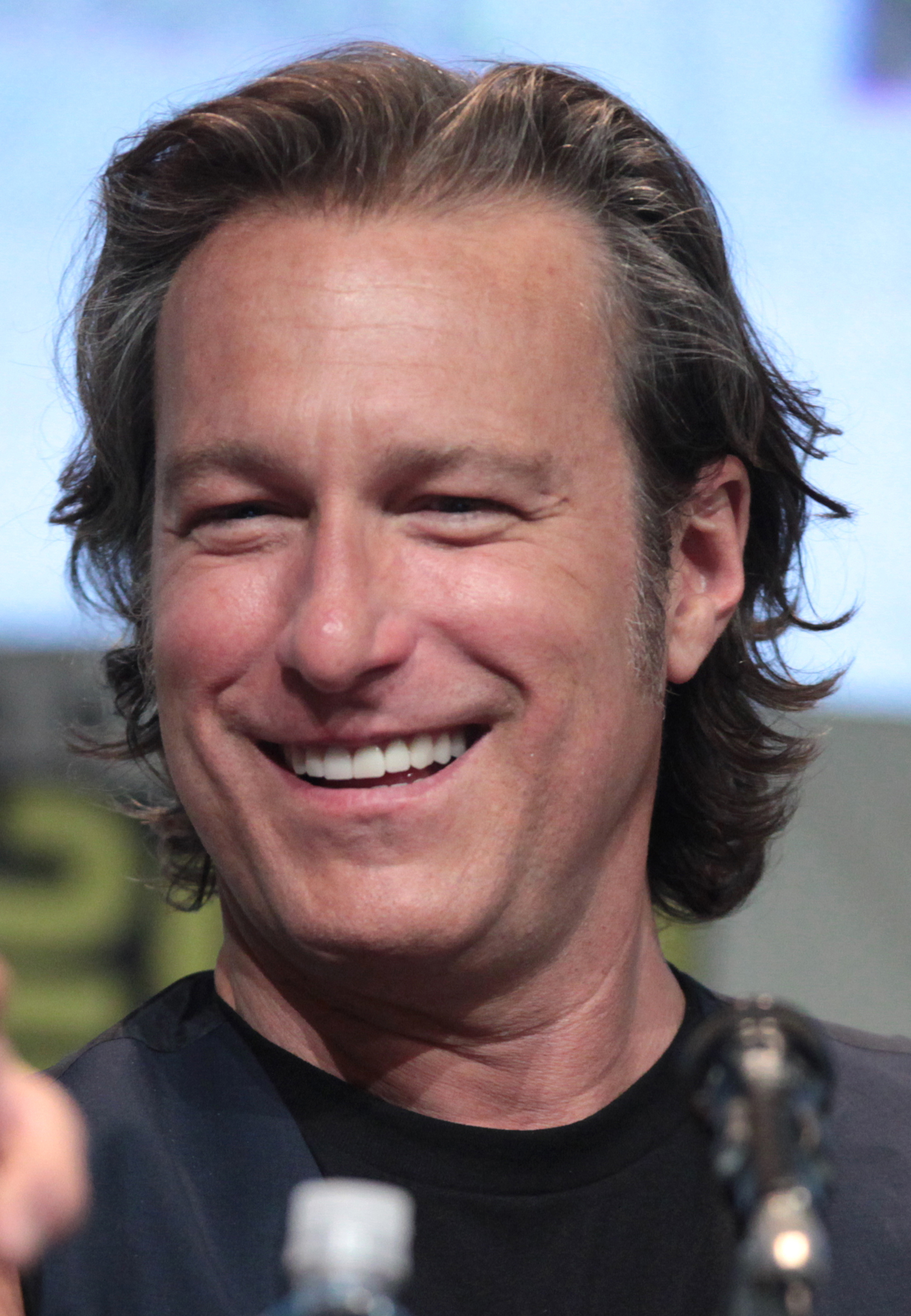
John Corbett, interprète du Dr Dan Covey
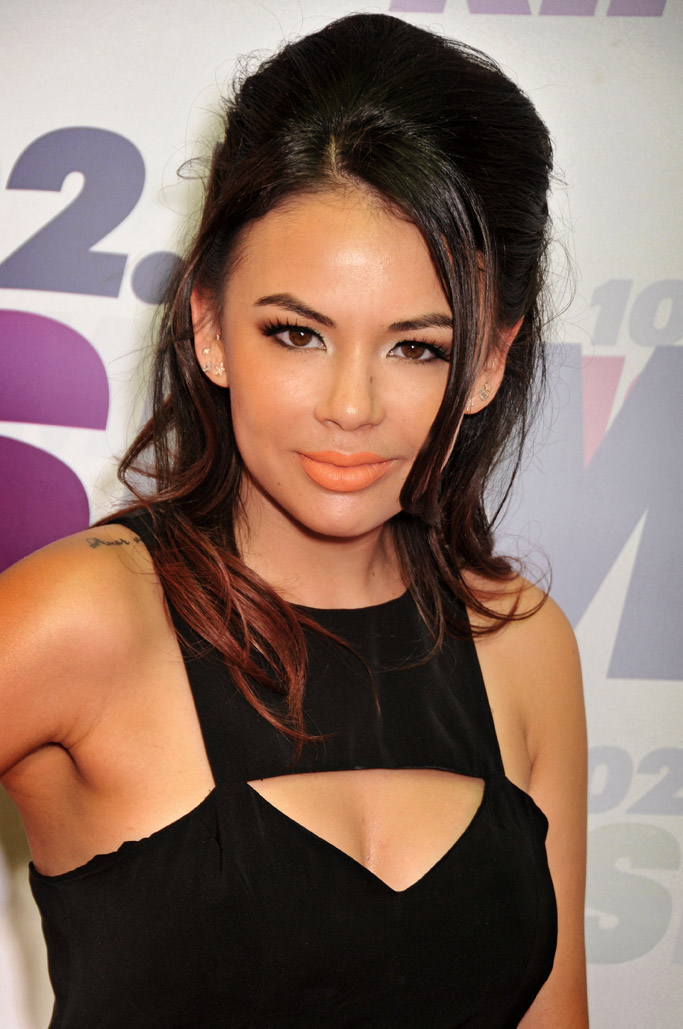
Janel Parrish, interprète de Margot Song-Covey

## Version française
- Société de doublage : Cinephase
- Direction artistique : Karl-Line Heller
- Adaptation des dialogues : Sandra Dumontier

## Production

### Développement
En août 2018, Jenny Han a parlé d'une suite cinématographique qui adapterait son deuxième livre de la série, P.S. Je t'aime encore :

« Il y a tellement de choses dans le deuxième livre que j'aimerais voir dans une suite. La raison pour laquelle j'ai écrit un deuxième livre est le personnage de John Ambrose McClaren, qui est un favori des fans, et c'est aussi un de mes favoris. J'adorerais voir cela exploré, et il y a aussi un personnage appelé Stormy que j'ai aimé écrire. J'adorerais voir ça. »

En novembre 2018, il est annoncé que Netflix et Awesomeness Films de Paramount Pictures est en discussion pour produire une suite, et Netflix annonce le développement d'une suite mettant en vedette de nouveau Lana Condor et Noah Centineo en décembre 2018. En mars 2019, Michael Fimognari, directeur de la photographie du premier film, est annoncé comme nouveau réalisateur, succédant à la réalisatrice du film original Susan Johnson, qui reste dans l'équipe exécutive. Il est aussi annoncé que Janel Parrish, Anna Cathcart et John Corbett reviendront.
Jordan Fisher jouera le rôle de John Ambrose McClaren, un amour passé de Lara Jean et Ross Butler celui de Trevor Pike, l'un des meilleurs amis de Peter. Madeleine Arthur reprendra son rôle de Chris, Holland Taylor et Sarayu Blue rejoignent le casting en tant que Stormy McClaren et Trina Rothschild.
Dans cette suite, Jordan Fisher succède à Jordan Burtchett dans le rôle de John Ambrose McClaren.

### Tournage
Le tournage du film se déroule à Vancouver au Canada où il débute le 27 mars 2019. Comme pour le premier film, les scènes au lycée sont tournées à la Point Grey Secondary School, une école de Vancouver. Le tournage s'est terminé le 10 mai 2019.